# Hennie Potgieter
Hendrik Christoffel (Hennie) Potgieter (né le 1er novembre 1916 à Paul Roux, état libre d'Orange en Union de l'Afrique du Sud et mort le 28 juillet 1992 à Schoemansville dans le Transvaal en Afrique du Sud) est un sculpteur sud-africain qui participa à la construction du Voortrekker Monument à Pretoria.

## Biographie
Hennie Potgieter est né le 1er novembre 1916 à la ferme « Morgenzon » à Paul Roux (District de Senekal) dans la province de l'État libre d'Orange en Afrique du Sud.
Ses parents sont des agriculteurs pauvres et lui-même est un enfant de santé fragile. Il obtient une bourse qui lui permet, de 1936 à 1941, d'étudier les beaux-arts au Witwatersrand Technical College (School of Arts & Crafts) de Johannesburg. Son travail suscite des commentaires favorables de l'Académie sud-africaine en 1939 et 1940, et il  reçoit sa première commande en 1940 (deux panneaux pour le lycée de Lichtenburg).

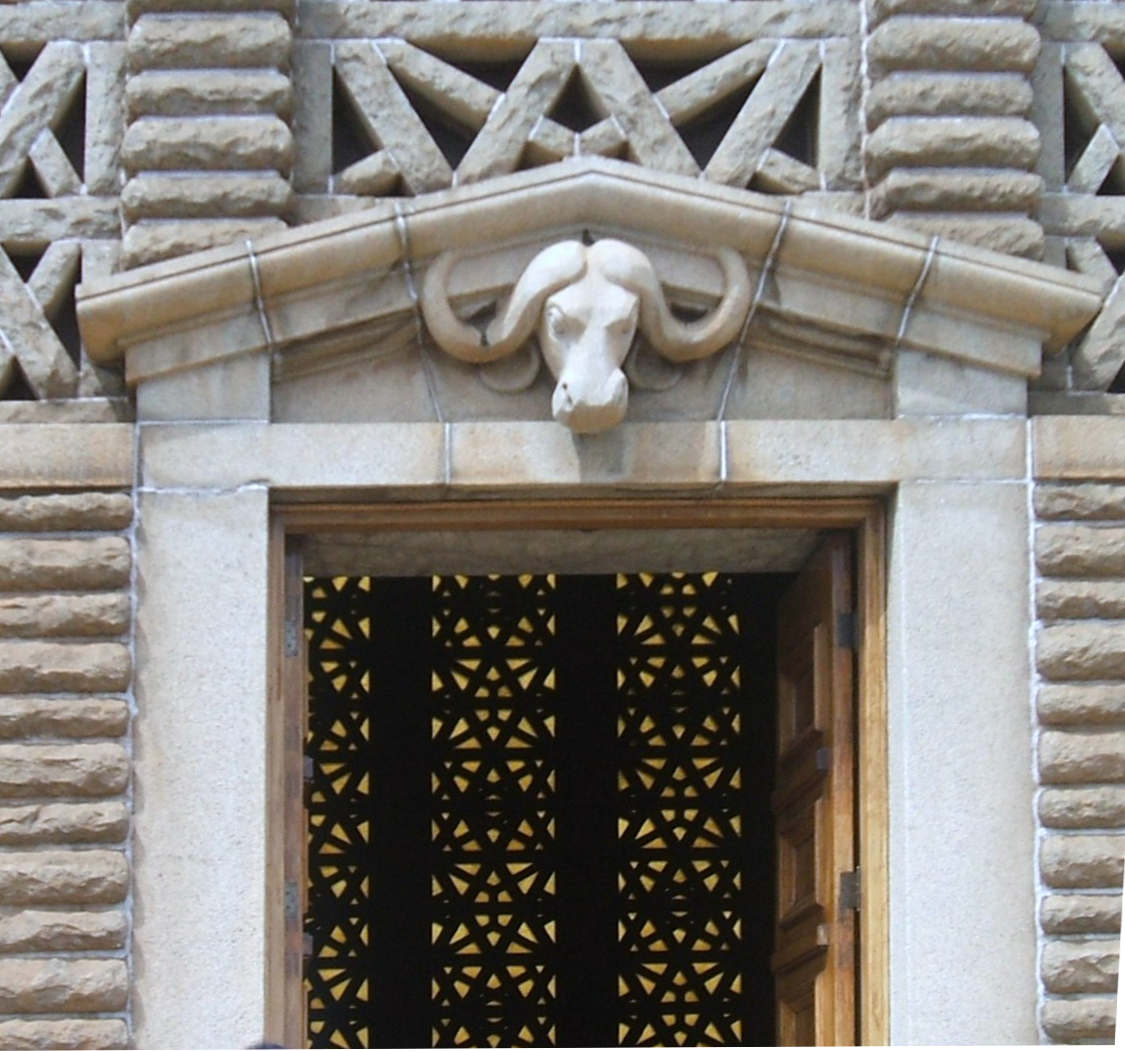
Sculpture de la tête de buffle réalisée par Potgieter au Voortrekker Monument

Dans un effort infructueux pour collecter des fonds pour étudier à l'étranger, il avait réalisé auparavant des petits bustes de Paul Kruger au moment des festivités du centenaire du Grand Trek en 1938. Ces sculptures avaient attiré l'attention de la Commission centrale des monuments du peuple (Sentrale Volksmonumentekomitee - SVK) qui avait entrepris de faire construire un mémorial afrikaner. Potgieter rencontre Gerard Moerdijk en 1941 qui le recrute pour effectuer la sculpture de la tête de buffle située au dessus de la porte d'entrée principale du futur mémorial (le Voortrekker Monument). L'année suivante, il est recruté pour effectuer les travaux sur la grande frise en marbre au côté de Frikkie Kruger, Laurika Postma et Peter Kirchoff.
En 1947, avec Laurika Postma, Potgieter supervise les travaux de marbrerie réalisés en Italie pour le monument.
Il est aussi l'auteur de nombreuses sculptures sud-africaines dont celle de la liberté apprivoisée (1961), exposée devant l'immeuble de l'administration du Transvaal à Pretoria jusqu'en 1980 et situé depuis 2008 au Voortrekker Monument. Il est également l'auteur de la statue de Curt von François à Windhoek et de celle du général Koos de la Rey à Lichtenburg.
Hennie Potgieter est décédé d'une insuffisance cardiaque le 28 juillet 1992, à Schoemansville dans le Transvaal.

## Œuvres statuaires

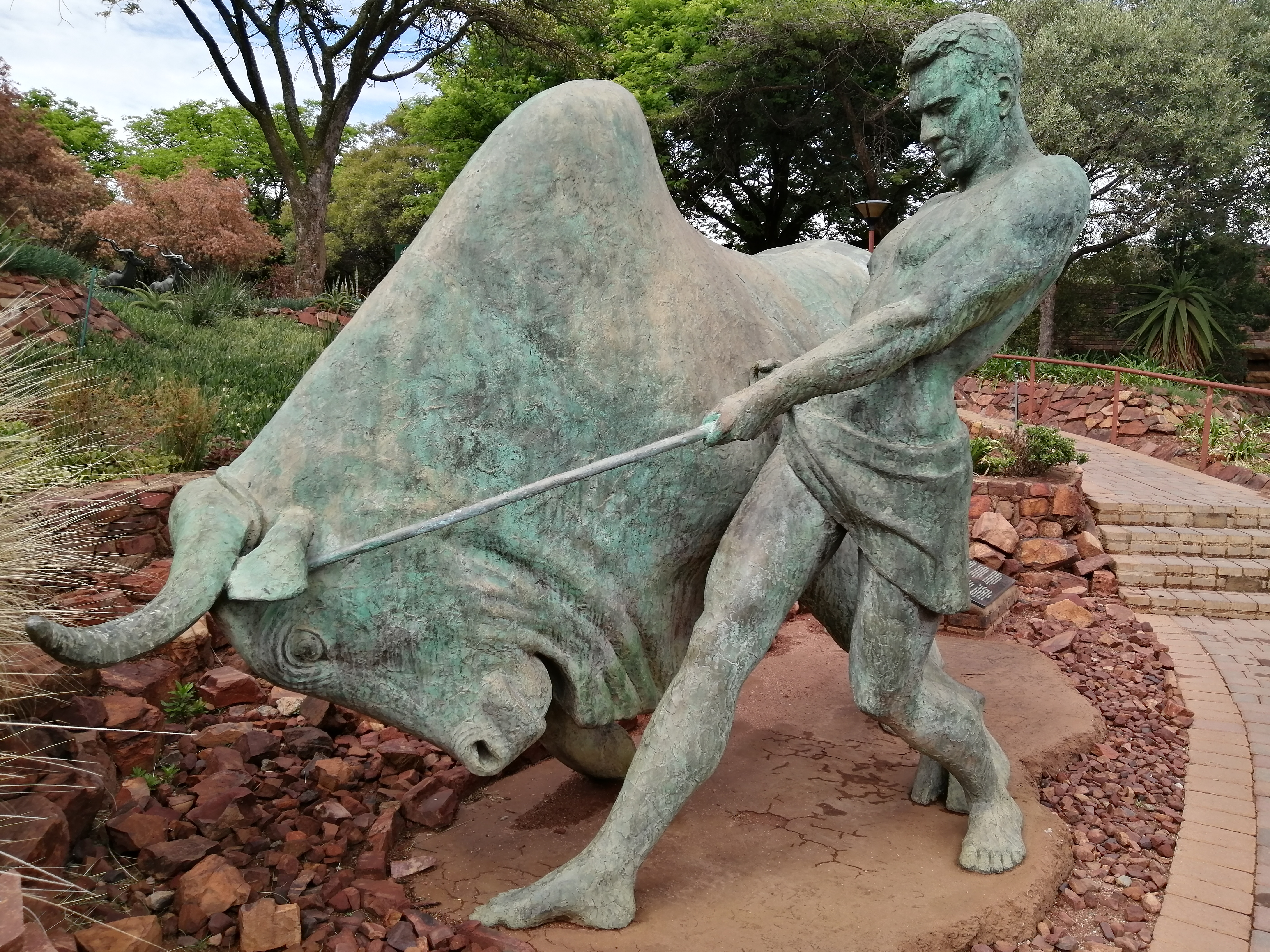
Statue de la liberté apprivoisée
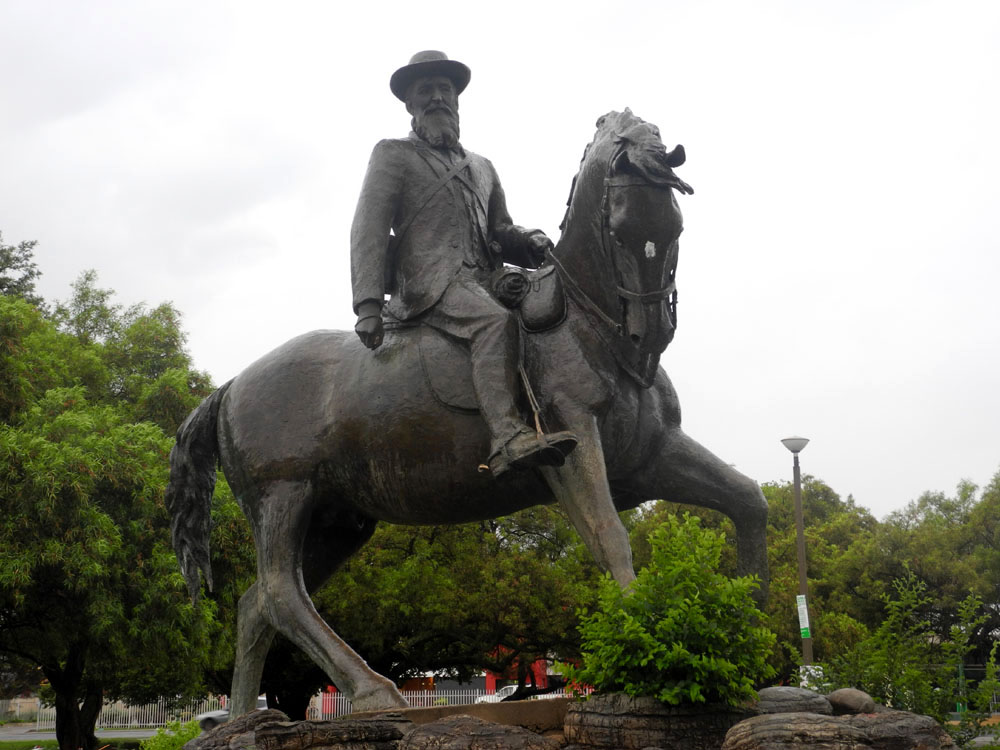
Statue de Koos de la Rey sur son cheval Bokkie à Lichtenburg

## Sources
- Elizabeth Rankin et Rolf Michael Schneider, From Memory to Marble - The historical frieze of the Voortrekker Monument, De Gruyter, African Minds, 2019, p 186 et s.
- Biographie
- Hennie Potgieter, Volksunstenaar, Pieter Jacobus van der  Westhuysen, 1984, Université de Pretoria
- Ressources relatives aux beaux-arts :   - MutualArt
  - RKDartists